# 塩化レニウム(V)
塩化レニウム(V)（えんかレニウム ご、英: rhenium(V) chloride）は、化学式が Re2Cl10 と表されるレニウムの塩化物である。赤褐色の固体で、レニウムの塩化物で最高酸化数にあるものである。

## 構造と性質
塩化レニウム(V)は双八面体形構造をとり、Cl4Re(μ-Cl)2ReCl4 と表すことができる。Re-Re 結合長は3.74 Åである。類似の構造が塩化タンタル(V)にも見られる。
この化合物はレニウム発見の数年後、1933年に初めて合成された。900 °C以上でレニウムを塩素化することで得られ、昇華によって精製することができる。
Re2Cl10 はレニウムの塩化物で最高酸化数にあるものである。しかし d2 配置をとるため、さらに塩素化することができる可能性がある。塩化レニウム(VI)は不確かだが、フッ化レニウム(VI)とフッ化レニウム(VII)が知られている。

## 利用と反応
Re2Cl10 は空気中で茶色の液体に分解する。
Re2Cl10 の商業的な利用法はないが、初期のオレフィンメタセシス触媒として歴史的価値がある。還元によって塩化レニウム(III)が生じる。
酸素付加により塩化三酸化レニウム(VII)が生じる。
{\displaystyle {\ce {ReCl5\ + 3Cl2O -> ReO3Cl\ + 5Cl2}}}